# Comté de Cedar (Iowa)
Pour les articles homonymes, voir Comté de Cedar.
Le comté de Cedar est un comté de l'État de l'Iowa, aux États-Unis.

## Personnalités notables
- Herbert Hoover (1874-1964), 31e Président des États-Unis (1929–1933) et le premier président né à l'ouest du fleuve Mississippi (né à West Branch en 1874).
- John Brown (1800-1859), abolitionniste, avait son quartier-général dans la maison de William Maxson près de la petite communauté de Springdale (en) dans le comté de Cedar pendant qu'il planifie son raid contre Harpers Ferry ; Edwin et Barclay Coppoc de Springdale ont participé au raid.
- Lawrie Tatum (en) (1822-1900), un agent indien pour les tribus Kiowas et Comanches et, débutant en in 1884, garde du futur président Herbert Hoover.